# ザムトゲマインデ・ミッテルヴェーザー
ザムトゲマインデ・ミッテルヴェーザー (ドイツ語: Samtgemeinde Mittelweser) は、ドイツ連邦共和国ニーダーザクセン州ニーンブルク/ヴェーザー郡に属すザムトゲマインデ（集合自治体）である。これは、このザムトゲマインデを構成する5つの町村が行政処理効率化のため行政機構を統合したものである。

## ザムトゲマインデを構成する町村
- エストルフ
- フーズム
- ランデスベルゲン
- レーゼ
- シュトルツェナウ

## 歴史
このザムトゲマインデは、2011年11月1日に旧ザムトゲマインデ・ランデスベルゲンと旧単一自治体シュトルツェナウが合併して成立した。

## 行政

### 議会
2011年9月11日の議会選挙後、このザムトゲマインデの議会は 32議席からなる。

### 紋章
図柄: 緑色で縁取られた銀の波帯で上下二分割。上が緑地、下が金地である。上部の向かって左に金のストックアンカー、向かって右に金の風車、下部には赤い階段破風（5枚の板を付けたシェブロン）。6つの角には、レンガで造られた三角装飾（および 3つの銀の尖頭アーチ型の窓）がある。

## 引用
1. ↑  Landesamt für Statistik Niedersachsen, LSN-Online Regionaldatenbank, Tabelle A100001G: Fortschreibung des Bevölkerungsstandes, Stand 31. Dezember 2023
2. ↑  Fusion der Samtgemeinde Landesbergen mit der Gemeinde Stolzenau（2014年8月4日 閲覧）
3. ↑  Samtgemeinde Mittelweser（2014年8月4日 閲覧）